# Moordrecht
Moordrecht (dân số: 8.112 tháng 1 năm 2007) là một đô thị ở tỉnh Zuid- Holland, Hà Lan, dọc theo sông Hollandse IJssel. Đô thị này có diện tích 12,73 km² (trong đó có 0,53 km² mặt nước). Tháng 9 năm 2006, 93% dân số Moordrecht thông qua cuộc trưng cầu dân ý đã chọn phương án sáp nhập với các đô thị lân cận Nieuwerkerk aan den IJssel và Zevenhuizen-Moerkapelle. Chỉ 7% chọn phương án sáp nhập với Gouda. Căn cứ kết quả này, hội đồng thị xã đã bắt đầu thảo luận với Nieuwerkerk aan den IJssel và Zevenhuizen-Moerkapelle để lập đô thị mới Zuidplas năm 2010.